# Michael Schumacher
Michael Schumacher (født 3. januar 1969) er en tysk tidligere Formel 1-kører, der kørte for Jordan, Benetton, Ferrari og Mercedes. Da han stoppede som professionel havde han rekorden for flest vundne løb (91), pole positions (68), og podiepladser (155); han har fortsat rekorden for flest hurtigste omgange (77).
Han begyndte sin karriere i gokart, hvor han havde stor succes i flere junior-serier. Efter at have kørt for Jordan ved Formel-1 ved Belgiens Grand Prix i 1991 fik Schumacher skrevet kontrakt med Benetton til resten af sæsonen. Han vandt sine første titler i 1994 og 1995, hvor han to gang sluttede foran Williams' Damon Hill. Schumacher kørte fra 1996 for Ferrari, der på dette tidspunkt havde problemer, og han vandt fem på hinanden følgende titler fra 2000 til 2004, og slog derved adskillige rekorder med sammenlagt seks og syv titler. Efter at have sluttet på tredjepladsen i 2005 og andenpladsen i 2006 trak Schumacher sig tilbage fra sporten, selvom han gjorde et kort comeback med Mercedes fra 2010-2012.
Schumacher var kendt for at presse sin bil til det yderste i længere perioder under løbene, han var pioner inden for sin fitnesstræning, og for at opildne holdet omkring sig. Han og hans lillebror Ralf er de eneste søskende, der har vundet løb i Formel-1 og de første søskende til at slutte på første- og andenpladsen i samme løb, hvilket de gjorde i fire forskellige løb. I løbet af sin karriere var Schumacher involveret i flere kontroversielle begivenheder inden for racerløb. To gange har han været involveret i ulykker i sæsonens sidste løb, der har afgjort titlen; først med Hill ved Australiens Grand Prix i 1994 og senere med Jacques Villeneuve ved Europas Grand Prix i 1997.
Schumacher er ambassadør for UNESCO, og han har været involveret i humanitære projekter og har doneret flere millioner dollars til velgørenhed. I december 2013 kom Schumacher alvorligt til skade under skisport, hvor han slog hovedet så kraftigt, at han blev lagt i kunstig koma indtil juni 2014. Han forlod hospitalet i Grenoble til yderligere genoptræning Lausanne University Hospital, før han blev sendt hjem til yderligere genoptræning i september 2014.

## Karriere
Schumacher debuterede i 1991 hos Jordan Grand Prix og kørte siden for fire teams: Jordan, Benetton, Ferrari og Mercedes GP. I sit andet løb startede han i Benetton F1 med Flavio Briatore som teamchef.
Året efter kom Schumachers første podieplacering, og præcis ét år efter hans debut på Spa-banen i Belgien kom hans første af i alt 91 grandprixsejre. I 1993 kørtes han i stilling til i 1994 at vinde verdensmesterskabet for første gang. I 1995, 2000, 2001, 2002, 2003 og 2004 blev han også verdensmester. Dermed blev han den hidtil mest succesfulde F1-kører. Schumacher trak sig tilbage i 2006, men i 2010 var han tilbage som Mercedes-kører.
Den 4. oktober 2012 meddelte han, at sæsonen 2012 ville blive den sidste. Han begrundede beslutningen med, at han havde mistet motivationen og energien.

## Skiulykke
Den 29. december 2013 stod Schumacher på ski med sin søn i Frankrig, da han faldt og iført hjelm slog hovedet ind i en sten. Han blev efterfølgende ført til hospitalet i Moûtiers og senere til Grenoble, hvor han kom i behandling hos specialister i hoved- og hjerneskader. Det kom senere frem, at Schumachers tilstand var mere kritisk end først antaget, og at han var lagt i kunstigt koma som følge af en hjerneblødning.
Han opholdt sig på hospitalet i Grenoble i næsten et halvt år, inden hans manager Sabine Kehm den 16. juni 2014 kunne meddele, at Schumacher var ude af sin koma, og at han havde forladt hospitalet for at indlede sin rehabilitering på en klinik. Fra september 2014 fortsatte han genoptræningen i sit hjem i Schweiz.
Ved udgangen af december 2015 kunne Schumachers medieadvokat, Felix Damm, oplyse, at genoptræningen fortsatte i hjemmet, og at man ikke havde yderligere oplysninger til offentligheden om Schumachers tilstand.
Pr. september 2020 er Michael Schumacher stadig i behandling for de skader, han pådrog sig under skiulykken. Han er ligeledes heller ikke set offentligt siden.

## Rekordliste
Et uddrag af Michael Schumachers mange rekorder:
- De fleste VM-titler: 7 (1994, 1995, 2000, 2001, 2002, 2003, 2004)
- De fleste VM-titler i rækkefølge: 5 (2000–2004)
- De næstfleste Grand Prix-sejre: 91
- De fleste hurtigste omgange: 76
- De fleste Podiepladser: 154
- De fleste føringskilometer: 24.130
- De fleste føringskilometer i en enkelt sæson: 3.357 (2004)
- De fleste føringsomgange: 5.108
- De fleste Grand Prix-sejre i en enkelt sæson: 13 (2004)
- Den hurtigste VM-afgørelse: efter 11 af 17 løb (64,7 %) i 2002
- De fleste dage som Verdensmester: 1.814 (8. oktober 2000 til 25. september 2005)
- De fleste sejre i rækkefølge i en enkelt sæson: 7 (2004)
- De fleste sejre fra Pole-Position: 40
- De fleste Hattricks: 22
- De fleste sejre på en Grand Prix-bane: 8 ved det franske GP
- De fleste VM-point på en Grand Prix-bane: 106 ved det canadiske GP
- De fleste dobbeltsejre med holdkammerater: 24 (med Rubens Barrichello)
- De fleste startpladser i den første række: 115
- De fleste hurtigste omgange i en enkelt sæson: 10 af 18 løb (55,6 %) i 2004[Nb 1]
- De fleste efterfølgende podiepladser: 19 (2001/2002)
- De fleste efterfølgende podiepladser i en enkelt sæson: 17 af 17 løb (2002)
- De fleste anden pladser: 43
- De fleste pladser med point: 190
- De fleste efterfølgende pladser med point: 24 (2001–2003)
- De næst fleste fuldførte løb i en enkelt sæson: 17 af 17 løb (100 %) i 2002[Nb 2]
- De fleste løb kørt i spids: 141
- Den højeste gennemsnitlige hastighed i et Grand Prix: 247,586 km/t på Monza (2003)